# Paxtang
Paxtang és una població dels Estats Units a l'estat de Pennsilvània. Segons el cens del 2000 tenia 1.570 habitants.

## Demografia
Segons el cens del 2000, Paxtang tenia 1.570 habitants, 670 habitatges, i 438 famílies. La densitat de població era de 1.443,3 habitants/km².
Dels 670 habitatges en un 30,1% hi vivien nens de menys de 18 anys, en un 50,7% hi vivien parelles casades, en un 11,9% dones solteres, i en un 34,5% no eren unitats familiars. En el 30,6% dels habitatges hi vivien persones soles l'11,6% de les quals corresponia a persones de 65 anys o més que vivien soles. El nombre mitjà de persones vivint en cada habitatge era de 2,34 i el nombre mitjà de persones que vivien en cada família era de 2,91.
Per edats la població es repartia de la següent manera: un 24,4% tenia menys de 18 anys, un 6,4% entre 18 i 24, un 29,9% entre 25 i 44, un 24,4% de 45 a 60 i un 14,9% 65 anys o més.
L'edat mediana era de 39 anys. Per cada 100 dones de 18 o més anys hi havia 84,3 homes.
La renda mediana per habitatge era de 46.250 $ i la renda mediana per família de 54.412 $. Els homes tenien una renda mediana de 36.389 $ mentre que les dones 29.712 $. La renda per capita de la població era de 23.217 $. Entorn del 3,4% de les famílies i el 4,5% de la població estaven per davall del llindar de pobresa.

## Poblacions properes
El següent diagrama mostra les poblacions més properes.